# Федорова Ірина Костянтинівна
Іри́на Костянти́нівна Фе́дорова (рос. Ирина Константиновна Фёдорова; *28 листопада 1931, Ленінград — 7 грудня 2010, Санкт-Петербург) — радянський і російський історик, фахівець з етнографії, культури, фольклору, мов народів Східної Полінезії, передусім острова Пасхи (Рапа-Нуї); авторка дешифрування рапануйської ієрогліфічної писемності; доктор історичних наук (1994), провідний науковий співробітник відділу Австралії, Океанії та Індонезії Музею Антропології й етнографії РАН ім. Петра Великого (Кунсткамера), лауреат премії ім. М. М. Миклухо-Маклая АН СРСР (1981), премії Президії РАН (1995).

## Біографія

### Дитинство, юність, початок кар'єри
І. К. Федорова народилась у Ленінграді 28 листопада 1931 року. Її батько, Костянтин Андрійович Можайський, працював у друкарні, мати — Лідія Романівна Штейнберг, — викладала німецьку мову в школах Ленінграда.
У 1939 році Ірина почала навчатися у школі № 9 Приморського району, де працювала її мати. 4 липня 1941 року мати як педагога командирували евакуювати групу дітей з Ленінграда у Кіровську область. Вона взяла з собою дочку й двох малолітніх племінників. Залізницею через Любань і Малу Вішеру під першими нальотами німецьких солдатів вони дістались Орічівського району Кіровської області, жили у дитячих будинках у селах Смірново, Помаскіно, Камешниці. У 1945 році повернулись до Ленінграда, ще рік Ірина жила у дитячому будинку, закінчила 46-у школу.
У 1956 році Ірина Костянтинівна з відзнакою закінчила філологічний факультет ЛДУ, отримавши спеціальність «філолог-романіст, учитель французького мови».
Від серпня 1958 року почала працювати в Ленінградському відділенні Інституту етнографії АН СРСР, вивчала рапануйську мову і фольклор під керівництвом видатного вченого-дешифрувальника Ю. В. Кнорозова. У цьому Інституті, нині МАЕ РАН, вона пропрацювала 52 роки (у групі етнічної семіотики, яку очолював Ю. Кнорозов, у секторі Америки, у відділі Австралії та Океанії).

### Наукова діяльність
У 1966 році І. К. Федорова захистила кандидатську дисертацію на тему «Фольклорные памятники острова Пасхи как исторический источник», у 1978 р. опублікувала монографію "Мифы, предания и легенды острова Пасхи", яка дотепер лишається єдиним у світовій науці зведенням всіх наявних пам'яток рапануйського фольклору. За цю книгу удостоєна премії ім. М. М. Міклухо-Маклая АН СРСР за 1981 р., а у 1987 році праця вийшла в Будапешті угорською мовою. У цю книгу ввійшли зроблені І. К. Федоровою переклади легенд з рукописних зошитів, які привіз з острова Пасхи у 1956 р. норвезький дослідник Тур Хеєрдал. Зарубіжні вчені не змогли перекласти ці тексти, написані рапануйською мовою з неправильною розбивкою на слова, тому Хеєрдал звернувся по допомогу до Кунсткамери, знаючи, що в Ленінграді сильна школа дешифрування. Він опублікував перекладені Федоровою манускрипти у 2-му томі Праць своєї археологічної експедиції (1965.
Вивчаючи далі рапануйську культуру, 1988 року І. К. Федорова видала другу фольклорну монографію «Мифы и легенды острова Пасхи» (1988), що включає як перший у світовій науці зведений словник рапануйської мови (прямий і зворотний), так і власний переклад з рапануйської манускрипту «Е», привезеного німецьким дослідником Томасом Бартелем і опублікованого ним без перекладу 1974 року.
Книга «Остров Пасхи. Очерки культуры XIX—ХХ вв.» (1993), за темою якої у 1994 році І. К. Федорова захистила докторську дисертацію з історії заселення острова Пасхи, етногенезу його жителів, розв'язання численних загадок його давньої та самобутньої цивілізації. Ірина Костянтинівна проаналізувала найцікавіші аспекти культури тубільців Рапа-Нуї — їхній фольклор, мову, пісні, пов'язані з іграми в мотузку, особливості татуювання, спорудження кам'яних статуй, показала семантику плетених погребальних і різьблених дерев'яних фігур.
Перші результати роботи над писемністю кохау ронго-ронго, в яких зроблено висновок про ієрогліфічний характер рапануйських текстів, з'явились у статтях Федорової 1960-х років. Надалі Федорова виснувала, що тексти острова Пасхи написані мовою, що сильно відрізняється від сучасної рапануйської — в них передусім були відсутні «перемінні» знаки (що передавали службові слова). Головна особливість рапануйських текстів — сильно виражена омонімія, найзручніший спосіб запису, який вдало відображає особливості рапануйської мови.
Підсумки власного дешифрування рапануйського ієрогліфічного письма І. К. Федорова представила у 1995 році в монографії «Дощечки кохау ронгоронго из Кунсткамеры» (1995), за яку того ж року отримала премію Президії Російської академії наук. У цій книзі вона запропонувала прочитання і переклад текстів (без лакун) на двох рапануйських дощечках з колекції МАЕ РАН.
У 2001 році вийшла у світ фундаментальна дешифровка (з прочитанням і перекладом) усього корпусу ієрогліфічних рапануйських текстів, які збереглися в музеях світу до наших днів «„Говорящие дощечки“ с острова Пасхи. Дешифровка, чтение, перевод». І. К. Федорова дешифрувала також декілька нестандартних пізніх ієрогліфічних записів: на дощечці «Іка» з Мадрида, табличку, привезену Ф. Маз'єром, запис рапануйця Томеники.
Дешифровані тексти, однак, беззмістовні, і навіть уривок, який ідентифікований як календар, у її перекладі не містить жодних згадок про час, у зв'язку з чим світове наукове співтовариство відкидає переклад Федорової.
Окрім спроб дешифрування письма ронго-ронго (чому присвячені дві книги і 20 статей), І. К. Федорова написала понад 100 статей і доповідей, опублікованих у Росії та інших країнах — у США, Англії, Франції, Німеччині, Чилі. Вони присвячені різноманітним проблемам етнографії, культури, фольклору, мови острова Пасхи і жителів інших островів Полінезії (гавайців, маорі, маркізців, мангаревців, таїтян, самоанців, тонганців), походженню народів Океанії й тихоокеанським океанічним контактам, ролі ареоїв на островах Полінезії, лінгвистиці полінезійських та індіанських мов; петрогліфіці, зодіаку, календарю, палеоастрономії, топоніміці, термінам спорідненості й соціальним системам, матеріальній культурі, міфології, релігійним уявленням, чарівній казці, іграм, татуюванню, семантиці скульптурних і різьблених зображень полінезійців.
І. К. Федорова брала участь у роботі VII МКАЕН (Москва, 1964), постійно виступала з доповідями в ході різноманітних конференцій, симпозіумів.
Другою сферою наукової діяльності І. К. Федорової було вивчення ранньої історії й етнографії острова Пасхи та Східної Полінезії. Книга «Миссионеры острова Пасхи» (2004) присвячена історії першої католицької місії на Рапа−Нуї і ставленню місіонерів до самобутньої рапануйської культури. Вона написана за рідкісними архівними матеріалам і публікаціями Конгрегації Святого Серця (Ватикан) і показує позитивну роль рапануйської місії XIX ст. для вивчення та збереження місцевої культури і для порятунку тубільців.
Від 1995 року І. К. Федорова була учасником неформального творчого об'єднання «Путь предков», що вивчало й публікувало матеріали з історії першої російської навколосвітньої експедиції (1803−1806). Вона брала участь у підготовці великого наукового альбому «Вокруг света с Крузенштерном» (2005). Співавторка в колективній монографії «Россияне в „Тихом море“» (2006), присвяченій історико-етнографічній спадщині учасників першого навколосвітнього плавання росіян на кораблях «Надежда» та «Нева» під командуванням І. Ф. Крузенштерна та Ю. Ф. Лисянського, передусім, островами Східної Полінезії — Пасхи, Маркізьким і Гавайським, а також співавтором збірника «Русское географическое общество. 165 лет служения отечеству» (під загальною редакцією Російського географічного товариства, 2011). Вона вивчала щоденники і матеріали І. К. Горнера, Ф. І. Шемелвна, М. І. Ратманова та інших учасників першої російської навколосвітньої експедиції.
Одна з останніх праць Ірини Федорової «Семантика скульптурных и резных изображений (по предметам полинезийских коллекций МАЭ РАН)» залишилась неопублікованою.

### Родина
- Батько — Костянтин Андрійович Можайський (1902—1959).
- Мати — Лідія Романівна Штейнберг (1902—1970).
- Чоловік — Михайло Львович Федоров (1933—2002), воєнний лікар-мікробіолог, доктор наук, полковник медичної служби. Шлюб зареєстрований у 1961 році, розірваний з ініціативи чоловіка в 1964 році.
- Дочка — Ольга Михайлівна Федорова, кандидат педагогічних наук, бібліотекар, ілюстратор публікацій І. К. Федорової, співавтор книг «Вокруг света с Крузенштерном» (2005), «Россияне у „Тихом море“» (2006), «Миссионеры острова Пасхи» (2004).